# Дженкис, Рональд
Рональд Дженкис (англ. Ronald Jenkees) — американский музыкант и композитор, записывает музыку в стиле от техно до хип-хопа и рок-н-ролла. Видеоблогер на YouTube, видео композитора суммарно набрали более 80 миллионов просмотров. Автор темы для подкаста Bill Simmons с ESPN.com. Известен участием в телепередаче Attack of the Show! на канале G4 и публикацией в журнале Paste Magazine. Дженкис издал пять независимых альбомов: Ronald Jenkees (2007), Disorganized Fun (2009), Days Away (2012), Alpha Numeric (2014) и Rhodes Deep (2017).

## Биография

### Детские годы
Дженкис начал заниматься игрой на пианино в 4 года, когда получил игрушечный синтезатор в подарок на Рождество. На этом инструменте он играл с друзьями. Чуть позже ему подарили синтезатор Yamaha PSR-500. В семь лет Рональд взял несколько уроков игры на пианино у учителя, однако вскоре бросил, потому что привык играть на слух, а не по нотам. В школе Дженкис один год играл в школьном оркестре. Руководитель увидел в юноше талант и разрешал ему вставлять собственные импровизации на клавишных. Рональд ведет свой блог, поддерживает тёплые отношения с фанатами и собственноручно подписывает CD перед отправкой. Рональд поддерживает начинающих композиторов, в своем блоге он пишет, что «музыка — это здорово и это хорошая трата времени, даже если вы придумываете простые мелодии».
В интернете прочно закрепился слух о том, что у музыканта синдром Вильямса, или синдром Саванта, однако в своём блоге Рональд опровергает их:
«I’m not a savant or anything remotely related. Lots of people make assumptions, but I’m normal and I also don’t take myself (or music for that matter) too seriously.»

### Музыкальная карьера
Раннее творчество (2003—2007)
Профессиональное увлечение музыкой Рональда началось с секвенсера FL Studio, о котором узнал от своего друга. С 2003 года под псевдонимом Big Cheez он начал записывать композиции дома и выкладывал свои треки и рэп в Интернет. Под этим же именем в 2005 году он выпустил альбом Straight Laced by Fish. В 2006-м Дженкис начал выкладывать видео на YouTube просто для развлечения. В одном из них Рональд показывает «как круто щёлкать пальцами». Впоследствии Рональд говорил, что та «глупость», которую он показывал, помогла ему «не чувствовать себя как остальные позёры». Его видео ввели моду среди интернет-видеоманов надевать шляпу и приветствовать зрителей фирменным «Hello Youtubes». Позже он начал выкладывать записи игры на клавишных, ролики быстро набирали популярность. В 2007 в карьере музыканта случился основной прорыв, когда Bill Simmons с ESPN.com прорекламировал Дженкиса и попросил его записать тему для подкаста.
Студийные альбомы (2007- настоящее время)
В 2007 Рональд самостоятельно выпустил первый студийный альбом Ronald Jenkees.
В июне 2009 года Рональд принял участие в записи альбома «Peaceblaster: The New Orleans Make It Right Remixes» группы STS9, создав ремикс «Beyond Right Now».
31 июля 2009 года Дженкис выпустил альбом Disorganized Fun, о чём объявил через свой аккаунт Twitter  Альбом доступен как в MP3 формате, так и на CD.
В 2012 поступил в продажу альбом Days Away.
В 2014 году был записан альбом Alpha Numeric.
В 2017 году был записан альбом Rhodes Deep.
На данный момент, Дженкис работает над шестым альбомом.

### YouTube
С 2006 года Рональд ведёт YouTube канал, где делится видео о процессах создания музыки, а также выкладывает премьеры своих композиций. По состоянию на январь 2024 года YouTube-канал артиста приносит от 108 до 869 долларов в месяц с помощью AdSense.

## Стиль
Дженкис создаёт музыку в различных стилях: от техно до рэпа и рок-н-ролла. Его музыку описывают как «постмодерновый коллаж популярной музыки 70-х». Также критики[кто?] говорят, что разумный подход к совмещению клавиш и синтезатора значительно обогащает музыку композитора. В некоторых видео на YouTube Дженкис использует гармонику для медленных композиций, показывая свою готовность и возможность экспериментировать с различными звуками и стилями. Для записи композитор использует пианино, синтезаторы и программы для создания и редактирования аудио на ПК. Например, в «Guitar Sound» из второго альбома «Disorganized Fun» основной инструмент синтезатор дополнен звуком электрогитары. Начав композицию с уникальной интерпретации рок-н-ролла, примерно на 3:15 звук становится более электронным и приближается к жанру транс или техно с отдельными интонациями рок-оперы.

## Оборудование
- Клавишные: Yamaha Motif XS8, Korg Triton le, M-Audio Axiom 61
- Программное обеспечение: Windows 7, FL Studio 10, Edison
- Звуковая карта: M-Audio Delta 1010LT
- Плагины VST
- Мониторы: Edirol MA-10D
- Наушники: AKG K-66

## Участие
Рональд Дженкис принимал участие в Paste Magazine, колонках Bill Simmons на ESPN.com, и на G4 телевизионном шоу Attack of the Show!. Дженкис также дал интервью для Fox Business Network.

## Дискография

### Свои альбомы
- Ronald Jenkees (2007)
- Disorganized Fun (2009)
- Days Away (2012)
- Alpha Numeric (2014)[12]
- Rhodes Deep (2017)

### Ранние альбомы
- Fish: Straight Laced (as Big Cheez) (2005)[2]

### Медиа
- Sound Tribe Sector 9: Peaceblaster: The New Orleans Make It Right Remixes (track 29, «Beyond Right Now») (2009)[13]

### Эксперименты
Рональд периодически выкладывает свои экспериментальные композиции на музыкальном сервисе SoundCloud. На данный момент там представлены следующие треки:
- StarCraft sounds
- Halloween Theme Remix
- Error Me Out
- 7 Times